# Јерменски календар
Јерменски календар или Арменски календар је традиционални календар Јерменије. То је соларни календар, који као и египатски календар не познаје преступну годину; свака година има 365 дана. Због тога се однос са грегоријанским календаром лагано помера током времена. По неким наводима, први месец године, Nawasardi, одговара почетку пролећа на северној хемисфери, али то је важило само током 9. до 12. века.
Година 1458. јерменске ере почиње 25. јула 2008.
Година се састоји од 12 месеци од по 30 дана, плус пет додатних дана (тзв. епагоменалних) који не припадају ниједном месецу. Дани у месецу су углавном именовани уместо нумерисани.
Године се у јерменском алфабету наводе словима ԹՎ t’v, писарском скраћеницом (сигла) за t’vin ("у години"), праћеним са једним до четири слова јерменског алфабета, од којих свако представља неки јерменски број. Нпр. „у години 1455. [2006.]" би се писало span lang="hy" xml:lang="hy">ԹՎ ՌՆԾԵ.

## Месеци
Јерменски називи месеци показују утицај Зороастричког календара те, како примећује Antoine Meillet, два случаја картвелијског утицаја. Постоје различити системи за транслитерацију имена; доле дати облици потичу из Calendrical Calculations: The Millennium Edition (Dershowitz i Reingold).
1. Nawasardi (Авестански *nava sarəδa „нова година")
2. Hor̄i (од грузинског ori „два")
3. Sahmi (од грузинског sami „три")
4. Trē (Зороастријски Tïr)
5. K’ałoch ("месец усева"; Зороастријски Amerōdat̰)
6. Arach`
7. Mehekani (од иранског *mihrakāna; зороастријски Миtrō)
8. Areg ("месец Сунца"; зороастријски Āvān)
9. Ahekani (зороастријски Ātarō)
10. Mareri (могуће од авестанског mаиδyaīrya „средина године"; зороастријски Dīn)
11. Margach (зороастријски Vohūman)
12. Hrotich (од Пахлавија *fravartakān „епагоменални дани"; зороастријски Spendarmat̰)

### Дани у месецу
Јерменски календар именује дане у месецу, уместо да их нумерише, што је особитост која постоји и у авестанским календарима. Зороастријски утицај је очигледан у бар пет имена. Имена дана су:
1. Areg „Сунце“,
2. Hrand,
3. Aram,
4. Margar „пророк“,
5. Ahrank’ „полуопаљен“,
6. Mazdeł,
7. Astłik „Венера“,
8. Миhr (Митра),
9. Jopaber,
10. Murç „тријумф“,
11. Erezhan „пустињак“,
12. Ани,
13. Parxar,
14. Vanat,
15. Aramazd (Ахура Мазда),
16. Mani "početak",
17. Asak „без почетка“,
18. Masis (Арарат),
19. Anahit (Анахита),
20. Арагак,
21. Горгор,
22. Kordi (дистрикт старе Јерменије за који се мисли да је постојбина Курда),
23. Cmак „источни ветар“,
24. Lusnак „полумесец“,
25. C̣rōn „расејање“,
26. Npat (Апам Напат),
27. Vahagn (Зороастријски Vahrām, име 20. дана),
28. Sēin „планина“,
29. Varag,
30. Gišeravar „вечерња звезда“.
Пет епагоменалних дана се називају Aveleac̣ „сувишни“.
Пре позајмљивања египатског календара (преко Персије), стари Јермени су имали лунарни календар заснован на лунацијама од 28 дана.